# Morebilus coolah
Morebilus coolah is een spinnensoort uit de familie Trochanteriidae. De soort komt voor in New South Wales.